# Léa Simone Allegria
Léa Simone Allegria, née en 1987 à Paris, est une écrivaine française.

## Biographie
Après une khâgne à Victor Duruy, elle entreprend simultanément des études de Lettres, d'Arts appliqués et d'Histoire de l'art. À vingt-deux ans, elle est repérée dans la rue et devient mannequin dans une agence parisienne. Elle travaille notamment pour Hermès, Dior, Chloé.
Elle obtient son Master 2 de Lettres Modernes portant sur Gérard de Nerval, et son diplôme de l'École du Louvre avec pour spécialité Iconographie Antique et Chrétienne.
Elle s'inspire du milieu de la haute couture pour construire la trame de son premier roman, Loin du Corps, publié en 2017 aux éditions du Seuil. Elle y dissèque son rapport à l'image et la figure de la muse.
À New York, elle crée une galerie d'art, The Curators, aujourd’hui basée à Paris. 
En 2020, son deuxième roman Le Grand Art (Flammarion) est un succès auprès de la presse et du public.

## Œuvres
- Loin du corps, Paris, Éditions du Seuil, coll. « Cadre rouge », 2017, 266 p.  (ISBN 978-2-02-135301-3) [2],[3]
- Le Grand Art, Paris, Éditions Flammarion, coll. « Littérature française. Hors collection », 2020, 352 p.  (ISBN 978-2-08-148614-0)[4],[5]
- Douce Menace, Albin Michel, 2025